# Mješoviti pjevački zbor DVD Drenova
Mješoviti pjevački zbor DVD Drenova osnovan je 14. travnja 2005. godine kao jedna od sekcija Dobrovoljnog vatrogasnog društva Drenova. 
Trenutno ima 14 ženskih i 11 muških članova podijeljenih u četiri glasa. Kako u zboru ima nekoliko članova s iskustvom u klapskom pjevanju, već u početku djelovanja odlučeno je da se u okviru zbora osnuje klapa Drenova. 
Prvi voditelj bio je maestro Vinko Badjuk, a od prosinca 2005. dirigentsku palicu preuzeo je njegov sin prof. Zoran Badjuk koji od tada uvježbava i vodi zbor i klapu.
U repertoaru zbora zastupljene su prije svega skladbe domaćih autora kao što su Josip Kaplan, Matko Brajša Rašan, Ivan Matetić Ronjgov pa i velikani svjetske glazbe, između ostalih Beethoven, Mozart, Arcadelt npr.
Klapa, osim tradicionalnih klapskih napjeva, izvodi i duhovne skladbe kao i skladbe iz Primorja i Istre.

## Članovi Ansambla
Voditelj: prof. Zoran Badjuk
Ban Anita, sopran

Bušljeta Ivana, sopran

Čargonja Sonja, sopran

Frank Danica, sopran

Frlan Smiljana, sopran

Lukanović Vesna, sopran

Milić Bosiljka, sopran

Superina Lidia, sopran

Araći Đurđica, alt

Bistrović Ivanka, alt

Dornik Marija, alt

Gradišan Ivanka, alt

Klarić Nataša, alt

Maršanić Božana, alt

Miletić Danijela, alt

Superina Silvana, alt

Babić Vlado, tenor

Dunger Željko, tenor

Frlan Mladen, tenor

Grailach Christian, tenor

Grepo Dean, tenor

Manzin Damir, bas

Dešković Neven, bas

Marčinko Pavo, bas

Mavrinac Dinko, bas

Peloza Davor, bas

Španić Josip, bas

## Bivši članovi
Mavrinac Gordana, sopran

Pintač Biserka, alt

Smokvina Vera, alt

Cvijetić Marija, alt

Šuljić Vesna, sopran

Sitarić Darija, alt

Udović Nevio, tenor

Ilijić Ivica, tenor

Štefan Aldo, tenor

Mihich Alberto, bas

Franković Ivan, bas

## Diskografija
Zbor DVD Drenova izvodi Himnu MO Drenova na svim važnim događanjima.